# Cyphostemma ringoetii
Cyphostemma ringoetii là một loài thực vật hai lá mầm trong họ Nho. Loài này được (De Wild.) Desc. miêu tả khoa học đầu tiên năm 1967.